# Orthocis huesanus
Orthocis huesanus es una especie de coleóptero de la familia Ciidae.

## Distribución geográfica
Habita en Florida (Estados Unidos).